# Laurent Aïello
Laurent Aïello (* 23. Mai 1969 in Fontenay-aux-Roses) ist ein ehemaliger französischer Auto-Rennfahrer.

## Karriere
Bekannt wurde Aïello als Meister diverser Tourenwagen-Meisterschaften in Frankreich 1994, Deutschland 1997 und Großbritannien 1999 und den Sieg bei den 24 Stunden von Le Mans 1998. In den Jahren 2000 bis 2003 fuhr er in der DTM für das Team Abt Sportsline mit dem anfangs hoffnungslos unterlegenen Abt-Audi TT-R. Nach einem mäßigen Jahr 2000 fuhr er im Jahr 2001 die ersten Siege für sein Team ein. Im Jahr 2002 gewann er den Titel in dieser Serie vor Rekordmeister Bernd Schneider. 2003 gewann Aïello noch ein Rennen auf dem Nürburgring und gab zum Saisonende seinen Wechsel zu Opel bekannt. Er suchte eine neue Herausforderung und bereute es, dass er das Team Abt Sportsline nicht schon nach seinem Titel 2002 verlassen hatte. Ab dem Jahr 2004 startete er in der DTM für das Opel-Team Phoenix-Racing.
Nach zwei eher enttäuschenden Jahren (2004/2005), was mehr an seinem Fahrzeug (Opel Vectra GTS) und weniger seinem Können lag, gab Aïello am 17. September 2005 im Rahmen des DTM-Rennens auf dem EuroSpeedway Lausitz seinen endgültigen Rücktritt vom Motorsport zum Ende der Saison 2005 bekannt.

## Statistik

### Le-Mans-Ergebnisse
| Jahr | Team                     | Fahrzeug        | Teamkollege     | Teamkollege         | Platzierung | Ausfallgrund |
| ---- | ------------------------ | --------------- | --------------- | ------------------- | ----------- | ------------ |
| 1998 | Porsche AG               | Porsche 911 GT1 | Allan McNish    | Stéphane Ortelli    | Gesamtsieg  |              |
| 1999 | Audi Sport Team Joest    | Audi R8R        | Rinaldo Capello | Michele Alboreto    | Rang 4      |              |
| 2000 | Audi Sport Team Joest    | Audi R8         | Allan McNish    | Stéphane Ortelli    | Rang 2      |              |
| 2001 | Audi Sport North America | Audi R8         | Rinaldo Capello | Christian Pescatori | Rang 2      |              |

### Sebring-Ergebnisse
| Jahr | Team                     | Fahrzeug | Teamkollege     | Teamkollege      | Platzierung | Ausfallgrund |
| ---- | ------------------------ | -------- | --------------- | ---------------- | ----------- | ------------ |
| 2001 | Audi Sport North America | Audi R8  | Rinaldo Capello | Michele Alboreto | Gesamtsieg  |              |